# Mas Bagà
El Mas Bagà és un edifici al municipi vallesà de Llinars del Vallès inclòs a l'Inventari del Patrimoni Arquitectònic de Catalunya.

## Descripció
Edifici aïllat, alineat a dos carrers. De planta rectangular, consta de planta baixa, pis i golfes, amb un cos transversal més elevat cobert a dues vessants que talla la coberta general, també a doble vessant. Les obertures segueixen un llenguatge neogòtic, d'un gòtic tardà a la planta baixa i el pis, mentre que a les golfes tenen un cos de galeries amb obertures rectangulars.

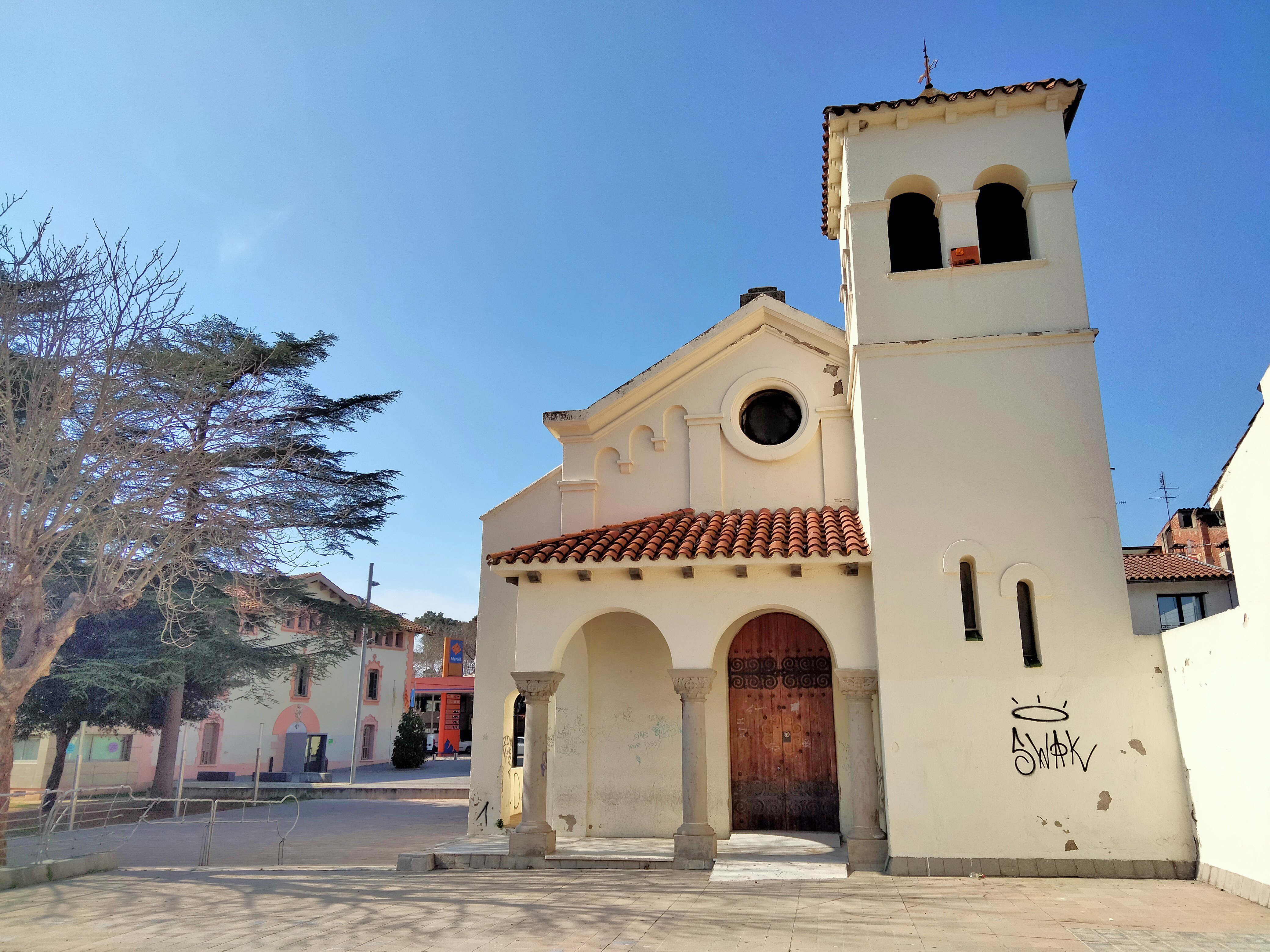
La capella de la Trinitat, amb Mas Bagà al fons

## Història
L'arribada del ferrocarril l'any 1855 va comportar el naixement del primer eixample que unia l'estació de Llinars amb el nucli urbà ja consolidat. La facilitat d'accés del ferrocarril va generar algunes construccions burgeses de segona residència, que seguiran més de prop la introducció de nous llenguatges formals, com succeeix amb aquesta construcció neogòtica.